# Донское (Приморский край)
Донско́е — село в Лесозаводском городском округе Приморского края России.

## География
Село находится к западу от железной дороги Хабаровск — Владивосток, на расстоянии 6 км (по прямой) к юго-западу от города Лесозаводск, административного центра округа.

## Население
| 2002 | 2007 | 2010 |
| ---- | ---- | ---- |
| 262  | ↗307 | ↘195 |

## Улицы
В селе имеются две улицы: Молодёжная и Центральная.

## Экономика
Жители занимаются сельским хозяйством.

## Инфраструктура
В окрестностях села находятся садово-огородные участки жителей Лесозаводска.